# Centre technique d'Aubevoye
Pour les articles homonymes, voir CTA.
Le Centre technique d'Aubevoye (CTA) est un site industriel français situé à Aubevoye (actuelle commune nouvelle du Val d'Hazey) dans l'Eure, créé en 1982 et qui réalise les essais des nouveaux véhicules du groupe Renault. Il emploie environ 1000 personnes dont des ingénieurs, des techniciens ou encore 190 pilotes.
Le centre est implanté sur les hauteurs de l'ancien parc du château de Gaillon.
En juin 2012, le centre a célébré trente ans de son existence  en y organisant une journée portes ouvertes.